# Giải của Hội phê bình phim Boston cho toàn bộ vai diễn xuất sắc nhất
Giải của Hội phê bình phim Boston cho toàn bộ vai diễn xuất sắc là một giải của Hội phê bình phim Boston dành cho toàn bộ vai diễn trong một phim được cho là xuất sắc nhất. Giải này được lập từ năm 2003.
Dưới đây là danh sách phim và các vai diễn đoạt giải:
- 2003: phim Mystic River

Kevin Bacon, Laurence Fishburne, Marcia Gay Harden, Laura Linney, Sean Penn & Tim Robbins
- 2004: phim Sideways

Thomas Haden Church, Paul Giamatti, Virginia Madsen & Sandra Oh
- 2005: phim Syriana

George Clooney, Chris Cooper, Matt Damon, Kayvan Novak, Amanda Peet, Christopher Plummer & Jeffrey Wright
- 2006: phim United 93
- 2007: phim Before the Devil Knows You're Dead
- 2008: phim Tropic Thunder